# SMS Friedrich Carl (1902)
Pour les autres navires du même nom, voir SMS Friedrich Carl.

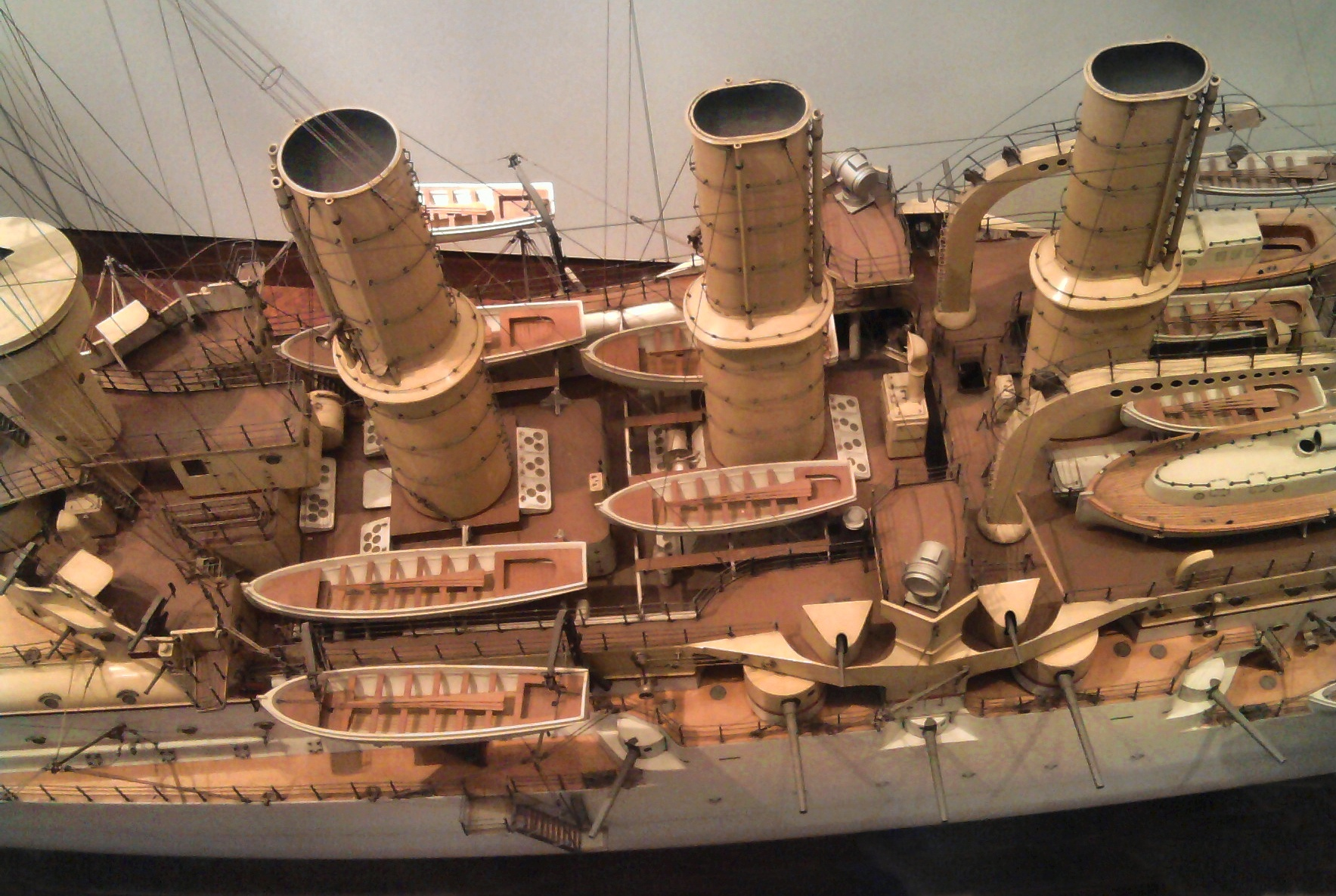
Maquette du SMS Friedrich Carl, Deutsches Museum (Munich)

Le SMS Friedrich Carl est un croiseur cuirassé de la marine impériale allemande lancé à Kiel le 21 juin 1902 et construit par la compagnie Blohm & Voss de Hambourg.
Il fait partie de la classe Prinz Adalbert ; son sister-ship étant le SMS Prinz Adalbert (1901).
Il entre en service le 12 décembre 1903. Il est miné le 17 novembre 1914.

## Histoire
Dans la nuit du 16 au 17 novembre 1914, le SMS Friedrich Carl, commandé par le fregattenkapitän Loesch, se rend avec le SMS Prinz Adalbert en direction de Libau, base navale russe importante, en vue de préparer une attaque. Les Allemands craignent que le port ne serve de base pour des sous-marins britanniques. Mais à deux milles marins de Memel, le navire heurte deux mines à 6 heures 30 posé les navires russes commandé par Alexandre Koltchak. Il coule à 7 heures 15. Sept hommes d'équipage trouvent la mort. Le reste de l'équipage est sauvé par le petit croiseur SMS Augsburg dans les heures qui suivent. Les quatre avions qui se trouvaient à bord sont perdus. L'attaque de Libau est reportée.